# Quarteto Novo
Quarteto Novo foi uma banda de música instrumental formada em 1966, em São Paulo - SP, Brasil.
Originalmente chamado de Trio Novo, o grupo era composto por Theo de Barros  (contrabaixo e violão); Heraldo do Monte (viola e guitarra); e Airto Moreira (bateria e percussão). O conjunto foi criado para acompanhar o cantor e compositor Geraldo Vandré em apresentações e gravações, e fizeram uma turnê no Brasil apoiando Vandré no seu álbum de 1968 Canto Geral.
Com a entrada do flautista Hermeto Pascoal, o trio passou a se chamar Quarteto Novo. Em 1967 o conjunto grava o seu único LP: Quarteto Novo. Neste mesmo ano, acompanhou Edu Lobo e Marília Medalha da apresentação da música Ponteio, que venceu o 3º Festival de Música Popular Brasileira.  O conjunto se dissolveu em 1969, e o LP foi reeditado em 1973.
O nordeste do Brasil é conhecido por seu estilo regional da música baião. O álbum foi instrumental em trazer baião para um público nacional e internacional. O estilo não foi muito conhecido fora do Brasil, mas o álbum tem influenciado uma série de compositores populares nos Estados Unidos, Reino Unido e Europa, que teve músicas de sucesso usando vários elementos de estilo baião. 
A música do Quarteto continua muito instigante mesmo nos dias atuais, pela exuberância dos arranjos e das sonoridades que eles alcançaram.[carece de fontes?]

## Discografia
Quarteto Novo, 1967, Odeon.
1. O ovo (Geraldo Vandré - Hermeto Pascoal)
2. Fica mal com Deus (Geraldo Vandré)
3. Canto geral (Geraldo Vandré - Hermeto Pascoal)
4. Algodão (Luiz Gonzaga - Zé Dantas)
5. Canta Maria (Geraldo Vandré)
6. Síntese (Heraldo do Monte)
7. Misturada (Airto Moreira- Geraldo Vandré)
8. Vim de Sant'Ana (Theo de Barros)

Bônus:
1. Ponteio (Edu Lobo)
2. O cantador (Dori Caymmi - Nelson Motta)